# JFN ALL NEW! CAMPAIGN
JFN ALL NEW! CAMPAIGN（ジェイエフエヌ・オールニュー・キャンペーン）は、JFN38局が行っていたイベント。「あなたの夢を応援します!」をキーワードに、2005年から2007年まで3回行われた。

## au presents JFN ALL NEW! CAMPAIGN 2007
2007年度は赤坂泰彦がパーソナリティ、YUIがスペシャルキャンペーンサポーター、auを提供に迎えて行われた。
2月から3月にかけて、計20回のキャンペーン番組が各FM局で放送された。4月1日に「au presents JFN ALL NEW! CAMPAIGN 2007 AWARDS」が放送された。
オールニューグランプリに選ばれると、夢資金100万円が贈呈された。